# Vida escante
Vida escante es el Tercer álbum de estudio del cantante puertorriqueño  Nicky Jam. Se estrenó el 23 de noviembre de 2004 por Pina Records y Universal Music Latino.
Cuenta con el sencillo «Chambonea», además recopila algunas canciones como «Tus ojos» o «Loco», pertenecientes a los álbumes La Trayectoria de Luny Tunes y Fuera de serie de Lito & Polaco, respectivamente.
Se lanzó una reedición en 2005, juntando así las mismas 16 canciones excepto «Loco», esta última siendo reemplazada por un nuevo sencillo, el cual sería una nueva versión de la canción «Yo no soy tu marido» como un spanglish versión.

## Recepción comercial
Vida escante alcanzó la posición veintitrés en la lista Top Latin Albums. En España, ingresó en la posición setenta y nueve en la lista PROMUSICAE, el 13 de marzo de 2005, siendo esta su primera aparición en esta lista con un álbum.

## Listado de canciones
| N.º   | Título                                                | Productor(es)                      | Duración |  |
| 1.    | «Nos fuimos» (con Polaco)                             | Luny Tunes, Nesty                  | 3:11     |  |
| 2.    | «Vive contigo»                                        | Luny Tunes, Nesty                  | 3:17     |  |
| 3.    | «Sacando chispa» (con Trebol Clan, David D'Ambulante) | Dj Joe, Dj Fat                     | 3:30     |  |
| 4.    | «Pasado» (con R.K.M. & Ken-Y)                         | Dj Joe, Dj Fat                     | 3:44     |  |
| 5.    | «Chambonea»                                           | Luny Tunes, Nesty                  | 2:51     |  |
| 6.    | «Siguen haciendo ruido» (con Lito Mc)                 | Dj Magic                           | 3:36     |  |
| 7.    | «Adicto» (con David D'Ambulante)                      | Luny Tunes, Nesty                  | 2:42     |  |
| 8.    | «Va pasando el tiempo»                                | Luny Tunes, Nesty                  | 2:56     |  |
| 9.    | «Como tú me pisas» (con Don Chezina)                  | Dj Joe, Dj Fat                     | 3:59     |  |
| 10.   | «La paga»                                             | Luny Tunes, Eliel                  | 3:40     |  |
| 11.   | «Ya no me llamas» (con Shaka & Benny)                 | Rafy Mercenario, Sosa “Monserrate” | 3:07     |  |
| 12.   | «Fiel a tu piel» (con David D'Ambulante)              | Harry Digital                      | 2:42     |  |
| 13.   | «Me estoy muriendo» (con R.K.M. & Ken-Y)              | Eliel                              | 4:17     |  |
| 14.   | «Siguen haciendo ruido (Remix)» (con Lito Mc)         | Rafy Mercenario, Sosa “Monserrate” | 3:36     |  |
| 15.   | «Tus ojos»                                            | Luny Tunes,                        | 2:51     |  |
| 16.   | «Loco»                                                | Luny Tunes,                        | 2:43     |  |
| 52:49 |                                                       |                                    |          |  |

## Posicionamientos en listas
| Listas (2004-2005)                | Mejor posición |
| --------------------------------- | -------------- |
| España (PROMUSICAE)               | 79             |
| Estados Unidos (Top Latin Albums) | 23             |

## Historial de lanzamiento
| Región | Fecha                   | Formato | Discográfica | Ref.  |
| ------ | ----------------------- | ------- | ------------ | ----- |
| Varios | 23 de noviembre de 2004 | CD      | Pina Records | [ 1 ] |